# Amici di Maria De Filippi (quinta edizione, fase serale)
La quinta edizione del talent show musicale Amici di Maria De Filippi è andata in onda nella sua fase serale dal 29 gennaio al 26 marzo 2006 ogni domenica in prima serata su Canale 5 per nove puntate con la conduzione di Maria De Filippi. L'edizione è stata vinta dal ballerino Ivan D'Andrea, mentre il Premio della Critica è stato assegnato alla cantante Rita Comisi.
| Vincitori            | Vincitori     |
| Amici 5              | Ivan D'Andrea |
| -------------------- | ------------- |
| Premio della Critica | Rita Comisi   |

## Regolamento
Il regolamento di questa edizione subisce varie modifiche, nel serale prevede una serie di sfide "uno contro uno" dove gli sfidanti vengono scelti dai ragazzi stessi tramite votazione per maggioranza. La commissione interviene solo nel caso di sfide non eque. Il primo in classifica è immune dalla votazione.

Per la prima volta è prevista la possibilità di ripescaggio tra titolari eliminati precedentemente, nel caso in cui uno dei concorrenti sia costretto ad abbandonare il gioco.

Per la prima volta viene presentata la possibilità di una sfida a squadre: Aquile (Blu) e Pinguini (Bianchi).
Le squadre potranno decidere chi schierare nelle varie prove, con ampia facoltà di scelta, al termine della sfida la squadra vincitrice potrà fare il nome del concorrente che dovrà lasciare la scuola.

La puntata serale finale si svolge tra 5 sfidanti secondo il consueto meccanismo per cui l'ultimo in classifica ha diritto a scegliere il proprio sfidante, il vincitore sceglie il successivo sfidante fino alla sfida finale per la vittoria.

## Concorrenti
I ragazzi ammessi alla fase finale sono 16: 3 vengono eliminati dal semaforo rosso nella prima puntata del serale per un totale di 13 concorrenti. Altri 2 ragazzi entrano in sostituzione di due alunni ritirati.
| BALLERINI | BALLERINI          |    | ATTORI           | ATTORI |                | CANTANTI  | CANTANTI |
| --------- | ------------------ | -- | ---------------- | ------ | -------------- | --------- | -------- |
| Posizione | Nome               |    | Posizione        | Nome   |                | Posizione | Nome     |
| 1         | Ivan D'Andrea      | 2  | Andrea Dianetti  | 3      | Rita Comisi    |           |          |
| 5         | Raffaele Tizzano   | 12 | Robert Iaboni    | 4      | Eleonora Crupi |           |          |
| 6         | Erion Baze         |    |                  | 8      | Manola Moslehi |           |          |
| 7         | Rossella Lucà      | 9  | Nicola Gargaglia |        |                |           |          |
| 10        | Luana Guidara      | 13 | Giuseppe Landi   |        |                |           |          |
| 11        | Roberto Carrozzino | 17 | Matteo Deledda   |        |                |           |          |
| 14        | Michele Moretti    | 18 | Erika Mineo      |        |                |           |          |
| 15        | Endri Roshi        |    |                  |        |                |           |          |
| 16        | Roberta Zegretti   |    |                  |        |                |           |          |

## Commissione

### Commissione interna

#### Canto
- Luca Pitteri
- Grazia Di Michele
- Fabrizio Palma

#### Ballo
- Garrison Rochelle
- Maura Paparo
- Steve La Chance
- Alessandra Celentano

#### Recitazione
- Fioretta Mari
- Patrick Rossi Gastaldi[2]
- Daniela Allegra[3]

#### Altri
- Chicco Sfondrini - responsabile della produzione
- Marco Castellano[4] - istruttore di fitness
- Aldo Busi[5] - conduttore di "Amici libri"

### Opinionisti
- Mango[6] - esperto di canto
- Linus[7] - esperto di canto
- Platinette[8] - esperto di canto

## Tabella dello svolgimento del serale
Nel tabellone sono indicati la classifica di accesso al serale, gli esiti delle sfide e le votazioni per gli sfidanti (primo, secondo, eventuali terzo e riserve).
Legenda:
     Accede al serale
     Eliminato/a
     Finalista
     Vince la sfida
 Immune
 In sfida
 Candidato/a per la sfida, non in sfida.
 Candidato/a all'eliminazione, ma salvo/a grazie alla classifica
 Candidato/a all'eliminazione, ma salvo/a grazie alla commissione
 Eliminato/a senza essere stato salvato/a
 Eliminato/a perché più basso/a in classifica
 Candidato/a forzatamente all'eliminazione
|            |            | 29/01       | 05/02                  | 12/02                  | 19/02                  | 26/02                       | 05/03                  | 12/03                  | 19/03                  | 26/03                  | 26/03                  | 26/03                  | 26/03                  | 26/03                  | Disciplina  |
| 1ª PUNTATA | 2ª PUNTATA | 3ª PUNTATA  | 4ª PUNTATA             | 5ª PUNTATA             | 6ª PUNTATA             | 7ª PUNTATA                  | SEMIFINALE             | FINALE                 | FINALE                 | FINALE                 | FINALE                 | FINALE                 |                        |                        | Disciplina  |
| Vittoria   | Vittoria   |             |                        |                        |                        | B                           | W                      | FINALE                 | FINALE                 | FINALE                 | FINALE                 | FINALE                 | W                      | W                      | Disciplina  |
| ---------- | ---------- | ----------- | ---------------------- | ---------------------- | ---------------------- | --------------------------- | ---------------------- | ---------------------- | ---------------------- | ---------------------- | ---------------------- | ---------------------- | ---------------------- | ---------------------- | ----------- |
|            |            |             |                        |                        |                        |                             |                        |                        |                        |                        |                        |                        |                        |                        |             |
| 1          | Ivan       |             |                        | N.D.                   |                        |                             | [ 13 ] [ 14 ]          | [ 13 ] [ 15 ] [ 16 ]   | [ 13 ] [ 16 ]          |                        |                        |                        |                        | VINCITORE              | ballo       |
| 2          | Andrea     |             | N.D.                   |                        | N.D.                   | N.D.                        | [ 13 ] [ 14 ]          | [ 13 ] [ 15 ] [ 16 ]   | [ 13 ] [ 16 ]          | N.D.                   | N.D.                   | N.D.                   |                        | SECONDO                | recitazione |
| 3          | Rita       |             | N.D.                   | N.D.                   | N.D.                   | [ 17 ] [ 18 ] [ 19 ]        | N.D.                   |                        |                        | N.D.                   | N.D.                   |                        | TERZA                  | TERZA                  | canto       |
| 4          | Eleonora   |             |                        | N.D.                   | N.D.                   |                             | [ 14 ]                 | [ 13 ] [ 16 ] [ 20 ]   | [ 16 ] [ 20 ]          | N.D.                   |                        | QUARTA                 | QUARTA                 | QUARTA                 | canto       |
| 5          | Raffaele   |             |                        |                        |                        |                             | [ 13 ] [ 14 ]          | [ 13 ] [ 15 ] [ 16 ]   | [ 13 ] [ 16 ]          |                        | QUINTO                 | QUINTO                 | QUINTO                 | QUINTO                 | ballo       |
| 6          | Erion      | non in gara | non in gara            | non in gara            | non in gara            | [ 17 ] [ 19 ] [ 21 ]        |                        |                        |                        | ELIMINATO (Semifinale) | ELIMINATO (Semifinale) | ELIMINATO (Semifinale) | ELIMINATO (Semifinale) | ELIMINATO (Semifinale) | ballo       |
| 7          | Rossella   |             | N.D.                   |                        | N.D.                   | [ 17 ] [ 18 ] [ 19 ] [ 21 ] | N.D.                   |                        | ELIMINATA (7ª Puntata) | ELIMINATA (7ª Puntata) | ELIMINATA (7ª Puntata) | ELIMINATA (7ª Puntata) | ELIMINATA (7ª Puntata) | ELIMINATA (7ª Puntata) | ballo       |
| 8          | Manola     |             | N.D.                   | N.D.                   | N.D.                   | [ 18 ] [ 19 ] [ 21 ]        |                        | ELIMINATA (6ª Puntata) | ELIMINATA (6ª Puntata) | ELIMINATA (6ª Puntata) | ELIMINATA (6ª Puntata) | ELIMINATA (6ª Puntata) | ELIMINATA (6ª Puntata) | ELIMINATA (6ª Puntata) | canto       |
| 9          | Nicola     |             |                        | N.D.                   | N.D.                   |                             | ELIMINATO (5ª Puntata) | ELIMINATO (5ª Puntata) | ELIMINATO (5ª Puntata) | ELIMINATO (5ª Puntata) | ELIMINATO (5ª Puntata) | ELIMINATO (5ª Puntata) | ELIMINATO (5ª Puntata) | ELIMINATO (5ª Puntata) | canto       |
| 10         | Luana      |             | N.D.                   | N.D.                   |                        | ELIMINATA (4ª Puntata)      | ELIMINATA (4ª Puntata) | ELIMINATA (4ª Puntata) | ELIMINATA (4ª Puntata) | ELIMINATA (4ª Puntata) | ELIMINATA (4ª Puntata) | ELIMINATA (4ª Puntata) | ELIMINATA (4ª Puntata) | ELIMINATA (4ª Puntata) | ballo       |
| -          | Roberto    | non in gara | non in gara            | N.D.                   |                        | RITIRATO                    | RITIRATO               | RITIRATO               | RITIRATO               | RITIRATO               | RITIRATO               | RITIRATO               | RITIRATO               | RITIRATO               | ballo       |
| 11         | Robert     |             | N.D.                   |                        | ELIMINATO (3ª Puntata) | ELIMINATO (3ª Puntata)      | ELIMINATO (3ª Puntata) | ELIMINATO (3ª Puntata) | ELIMINATO (3ª Puntata) | ELIMINATO (3ª Puntata) | ELIMINATO (3ª Puntata) | ELIMINATO (3ª Puntata) | ELIMINATO (3ª Puntata) | ELIMINATO (3ª Puntata) | recitazione |
| 12         | Giuseppe   |             |                        | ELIMINATO (2ª Puntata) | ELIMINATO (2ª Puntata) | ELIMINATO (2ª Puntata)      | ELIMINATO (2ª Puntata) | ELIMINATO (2ª Puntata) | ELIMINATO (2ª Puntata) | ELIMINATO (2ª Puntata) | ELIMINATO (2ª Puntata) | ELIMINATO (2ª Puntata) | ELIMINATO (2ª Puntata) | ELIMINATO (2ª Puntata) | canto       |
| -          | Michele    |             | N.D.                   | RITIRATO               | RITIRATO               | RITIRATO                    | RITIRATO               | RITIRATO               | RITIRATO               | RITIRATO               | RITIRATO               | RITIRATO               | RITIRATO               | RITIRATO               | ballo       |
| 13         | Endri      |             | ELIMINATO (1ª Puntata) | ELIMINATO (1ª Puntata) | ELIMINATO (1ª Puntata) | ELIMINATO (1ª Puntata)      | ELIMINATO (1ª Puntata) | ELIMINATO (1ª Puntata) | ELIMINATO (1ª Puntata) | ELIMINATO (1ª Puntata) | ELIMINATO (1ª Puntata) | ELIMINATO (1ª Puntata) | ELIMINATO (1ª Puntata) | ELIMINATO (1ª Puntata) | ballo       |
| 14         | Roberta    | R           | ELIMINATA (1ª Puntata) | ELIMINATA (1ª Puntata) | ELIMINATA (1ª Puntata) | ELIMINATA (1ª Puntata)      | ELIMINATA (1ª Puntata) | ELIMINATA (1ª Puntata) | ELIMINATA (1ª Puntata) | ELIMINATA (1ª Puntata) | ELIMINATA (1ª Puntata) | ELIMINATA (1ª Puntata) | ELIMINATA (1ª Puntata) | ELIMINATA (1ª Puntata) | ballo       |
| 15         | Matteo     | R           | ELIMINATO (1ª Puntata) | ELIMINATO (1ª Puntata) | ELIMINATO (1ª Puntata) | ELIMINATO (1ª Puntata)      | ELIMINATO (1ª Puntata) | ELIMINATO (1ª Puntata) | ELIMINATO (1ª Puntata) | ELIMINATO (1ª Puntata) | ELIMINATO (1ª Puntata) | ELIMINATO (1ª Puntata) | ELIMINATO (1ª Puntata) | ELIMINATO (1ª Puntata) | canto       |
| 16         | Erika      | R           | ELIMINATA (1ª Puntata) | ELIMINATA (1ª Puntata) | ELIMINATA (1ª Puntata) | ELIMINATA (1ª Puntata)      | ELIMINATA (1ª Puntata) | ELIMINATA (1ª Puntata) | ELIMINATA (1ª Puntata) | ELIMINATA (1ª Puntata) | ELIMINATA (1ª Puntata) | ELIMINATA (1ª Puntata) | ELIMINATA (1ª Puntata) | ELIMINATA (1ª Puntata) | canto       |

| Candidati sfidanti: | I:   | Endri (12)          | Eleonora (5) | Andrea (8) | Luana       | Rossella (5)          | Ivan (4)              | Rossella (4)      | Erion (3)         | -     |
| Candidati sfidanti: | II:  | Nicola (13)         | Giuseppe (7) | Robert (4) | Ivan (4)    | Manola (5) Nicola (5) | Manola (4)            | Ivan (3) Rita (3) | Ivan (3) Rita (3) | -     |
| Candidati sfidanti: | III: | -                   | -            | -          | Roberto (4) | -                     | -                     | -                 | Raffaele (3)      | -     |
| Candidati sfidanti: | R:   | Manola Robert Luana | Ivan         | Rossella   | -           | -                     | Rita (A) Raffaele (A) | -                 | -                 | -     |
|                     |      | 29/01               | 05/02        | 12/02      | 19/02       | 26/02                 | 05/03                 | 12/03             | 19/03             | 26/03 |

### Podio
|        |      |      |  |          |
|        |      |      |  | 4º       |
|        | Ivan |      |  | Eleonora |
| Andrea | Ivan |      |  | 5º       |
| Andrea | 1º   | Rita |  | Raffaele |
| 2º     | 1º   | Rita |  |          |
| 3º     | 1º   |      |  |          |

## Tabellone delle esibizioni
Legenda:

     Prova di recitazione

     Prova di canto

     Prova di ballo

     Prova al buio

     Situazione di parità.

N/A Per la singola sfida non viene mostrato il risultato/vantaggio.

### Puntata 1
La prima puntata del serale è stata trasmessa il 29 gennaio 2006 e ha visto la vittoria di Nicola con il 76% dei voti e l'uscita di Endri Roshi.
Legenda:

      Vantaggio/Vittoria di Nicola.

     Vantaggio/Vittoria di Endri. 
| PROVA    | NICOLA                       | VANTAGGIO  | ENDRI                        |
| -------- | ---------------------------- | ---------- | ---------------------------- |
| I        | I'm outta love               | Endri      | I'm outta love               |
| II       | Passo a 2 "Epoca"            | N.D.       | Passo a 2 "Epoca"            |
| III      | Grease                       | Nicola     | Grease                       |
| IV       | I don't want to miss a thing | N.D.       | I don't want to miss a thing |
| V        | Passo a 2 "La Tortura"       | Nicola     | Passo a 2 "La Tortura"       |
| VI       | Non mollare mai              | N.D.       | Non mollare mai              |
| VII      | Passo a 2 "Bring me to life" | N.D.       | Passo a 2 "Bring me to life" |
| VIII     | Ave Maria                    | N.D.       | Assolo "Hung up"             |
| VITTORIA | NICOLA 76%                   | NICOLA 76% | ENDRI 24%                    |

| ROSSELLA | Passo a 2 "From Sara with love"             | MANOLA  | What a feeling                      |
| RAFFAELE | Passo a 2 "My number one"                   | RITA    | Hot stuff                           |
| IVAN     | Passo a 2 "I just want to make love to you" | NICOLA  | Overjoy                             |
| ROBERT   | Un americano a parigi                       | LUANA   | Passo a 2 "It's good to be in love" |
| GIUSEPPE | Sex bomb                                    | MICHELE | Assolo "Missing"                    |
| ELEONORA | E la luna bussò                             | ANDREA  | The blues brothers                  |

### Puntata 2
La seconda puntata del serale è stata trasmessa il 5 febbraio 2006 e ha visto la vittoria di Eleonora Crupi con il 66% dei voti e l'uscita di Giuseppe Landi.

Per questa puntata le singole sfide non sono sottoposte a televoto, il colore indica solamente il vantaggio di un concorrente rispetto all'altro al termine della prova.
Legenda:

      Vantaggio/Vittoria di Eleonora.

     Vantaggio/Vittoria di Giuseppe. 
| PROVA    | ELEONORA                                | VANTAGGIO    | GIUSEPPE                                |
| -------- | --------------------------------------- | ------------ | --------------------------------------- |
| I        | You're my first, my last, my everything | Giuseppe     | You're my first, my last, my everything |
| II       | Passo a 2 "Mambo italiano"              | Giuseppe     | Passo a 2 "Mambo italiano"              |
| III      | La bella e la bestia                    | Eleonora     | La bella e la bestia                    |
| IV       | Vivo per lei                            | Parità       | Vivo per lei                            |
| V        | Paso a 2 "Pulp fiction"                 | Giuseppe     | Paso a 2 "Pulp fiction"                 |
| VI       | Nessun dolore                           | N.D.         | Nessun dolore                           |
| VII      | No more tears                           | N.D.         | Perdere l'amore                         |
| VITTORIA | ELEONORA 66%                            | ELEONORA 66% | GIUSEPPE 34%                            |

| ROSSELLA | Passo a 2 "???"         | MANOLA   | Piccolo uomo        |
| RAFFAELE | Passo a 2 "???"         | RITA     | Run to you          |
| IVAN     | Passo a 2 "???"         | ANDREA   | Il mago di oz       |
| NICOLA   | Vieni da me             | ROBERT   | Stregata dalla luna |
| LUANA    | Passo a 2 "???"         | ELEONORA | Non si è esbita     |
| ROBERTO  | Assolo "Black or white" |          |                     |

### Puntata 3
La terza puntata del serale è stata trasmessa il 12 febbraio 2006 e ha visto la vittoria di Andrea Dianetti con il 65% dei voti e l'uscita di Robert Iaboni.

Per questa puntata le singole sfide non sono sottosposte a televoto, il colore indica solamente il vantaggio di un concorrente rispetto all'altro al termine della prova.
Legenda:

      Vantaggio/Vittoria di Robert.

     Vantaggio/Vittoria di Andrea. 
| PROVA    | ROBERT                | VANTAGGIO  | ANDREA                |
| -------- | --------------------- | ---------- | --------------------- |
| I        | Passo a 2 "Amado mio" | Andrea     | Passo a 2 "Amado mio" |
| II       | Un senso              | Robert     | Un senso              |
| III      | Passo a 2 "???"       | Parità     | Passo a 2 "???"       |
| IV       | All night long        | Robert     | All night long        |
| V        | Shall ve dance        | Parità     | School of rock n'roll |
| VI       | Prendila così         | N.D.       | Prendila così         |
| VII      | Passo a 2 "???"       | N.D.       | Passo a 2 "???"       |
| VIII     | Moulin Rouge          | N.D.       | Moulin Rouge          |
| VITTORIA | ANDREA 65%            | ANDREA 65% | ROBERT 35%            |

| ROSSELLA | Passo a 2 "???"        | MANOLA  | I will survive     |
| RAFFAELE | Passo a 2 "China girl" | RITA    | Donna con te       |
| IVAN     | Assolo "Pet shop boys" | NICOLA  | Figli delle stelle |
| ANDREA   | Non si esibisce        | LUANA   | Passo a 2 "???"    |
| ELEONORA | I maschi               | ROBERTO | Assolo             |

### Puntata 4
La quarta puntata del serale è stata trasmessa il 19 febbraio 2006 e ha visto la vittoria di Ivan D'Andrea con il 52% dei voti e l'uscita di Luana Guidara.

Per questa puntata le singole sfide non sono sottosposte a televoto, il colore indica solamente il vantaggio di un concorrente rispetto all'altro al termine della prova.
Legenda:

      Vantaggio/Vittoria di Luana.

     Vantaggio/Vittoria di Ivan. 
| PROVA    | LUANA                             | VANTAGGIO | IVAN                              |
| -------- | --------------------------------- | --------- | --------------------------------- |
| I        | Passo a 2 "Rock around the clock" | Luana     | Passo a 2 "Rock around the clock" |
| II       | Come se non fosse stato mai amore | Parità    | Come se non fosse stato mai amore |
| III      | Assolo "Billy Jean"               | Ivan      | Assolo "Billy Jean"               |
| IV       | Moondance                         | Luana     | Moondance                         |
| V        | Passo a 2 "In the air tonight"    | Luana     | Passo a 2 "In the air tonight"    |
| VI       | Senza parole                      | N.D.      | Senza parole                      |
| VII      | Assolo "Mentre tutto scorre"      | N.D.      | Assolo "Mentre tutto scorre"      |
| VITTORIA | IVAN 52%                          | IVAN 52%  | LUANA 48%                         |

| ROSSELLA | Assolo "These boots were made for walking" | MANOLA   | Upside down                |
| RAFFAELE | Passo a 2 "???"                            | RITA     | Nell'aria                  |
| IVAN     | Non si esibisce                            | NICOLA   | Città vuota                |
| ANDREA   | Harry ti presento Sally                    | ELEONORA | Cha cha cha della limonata |
| ERION    | Assolo "Le corsaire"                       |          |                            |

### Puntata 5
La quinta puntata del serale è stata trasmessa il 26 febbraio 2006 e ha visto la vittoria della squadra delle ragazze con il 51% dei voti e l'uscita di Nicola Gargaglia.
In questa puntata la commissione decide che si terrà una sfida tra due squadre: i Pinguini (Ivan, Andrea, Raffaele, Nicola) e le Aquile (Rita, Eleonora, Erion, Rossella, Manola). La squadra vincente ha quindi la possibilità di nominare (per maggioranza di voti) uno dei componenti della squadra sconfitta che è sottoposto alla decisione prima del pubblico (tramite la classifica di gradimento) ed eventualmente della commissione. 
Il candidato all'eliminazione è salvato dalla classifica se si trova nelle prime posizioni (il numero delle persone salvabili varia di puntata in puntata, in proporzione al numero dei partecipanti rimasti), in caso contrario è sottoposto al giudizio della commissione che decide se salvare o meno il concorrente. Qualora la persona nominata venga salvata, si procede ad un'altra votazione da parte della squadra vincente. Nel caso in cui tutti i componenti vengano salvati (per classifica o grazie alla commissione), viene eliminato il concorrente della squadra sconfitta che occupa la posizione più bassa nella classifica di gradimento.
| PINGUINI         | PINGUINI    |                | AQUILE      | AQUILE      |
| Concorrenti      | Concorrenti | Concorrenti    | Concorrenti | Concorrenti |
| Nome             | Disciplina  |                | Nome        | Disciplina  |
| ---------------- | ----------- | -------------- | ----------- | ----------- |
| Ivan D'Andrea    | ballo       | Rita Comisi    | canto       |             |
| Andrea Dianetti  | recitazione | Erion Baze     | ballo       |             |
| Raffaele Tizzano | ballo       | Rossella Lucà  | ballo       |             |
| Nicola Gargaglia | canto       | Manola Moslehi | canto       |             |
|                  |             | Eleonora Crupi | canto       |             |

Per questa puntata le singole sfide sono sottoposte a televoto: il colore indica quindi la vittoria dello sfidante di una squadra o dell'altra.
| PROVA    | PINGUINI       | PINGUINI                              | VANTAGGIO | VANTAGGIO | AQUILE      | AQUILE                                |
| -------- | -------------- | ------------------------------------- | --------- | --------- | ----------- | ------------------------------------- |
| I        | Ivan           | Comparata BALLO Show must go on       |           |           | Erion       | Comparata BALLO Show must go on       |
| II       | Nicola         | Comparata CANTO Sei nell'anima        |           |           | Eleonora    | Comparata CANTO Sei nell'anima        |
| III      | Raffaele       | Comparata BALLO Bamboleiro            |           |           | Rossella    | Comparata BALLO Bamboleiro            |
| IV       | Nicola         | Comparata CANTO Never can say goodbye |           |           | Rita        | Comparata CANTO Never can say goodbye |
| V        | Ivan           | Comparata BALLO Traviata              |           |           | Erion       | Comparata BALLO Traviata              |
| VI       | Nicola         | Comparata CANTO Sappi amore mio       |           |           | Manola      | Comparata CANTO Sappi amore mio       |
| VII      | Raffaele       | Comparata BALLO Save the last dance   |           |           | Erion       | Comparata BALLO Save the last dance   |
| VIII     | Nicola         | Comparata CANTO Alta marea            |           |           | Manola      | Comparata CANTO Alta marea            |
| IX       | Ivan           | Comparata BALLO Shut up               |           |           | Rossella    | Comparata BALLO Shut up               |
| X        | Squadra Bianca | Rugantino                             | N.D.      | N.D.      | Squadra Blu | Sister Act                            |
| XI       | Squadra Bianca | Monologo                              | N.D.      | N.D.      | Squadra Blu | Hot stuff                             |
| VITTORIA | AQUILE         | AQUILE                                | 51%       | 49%       | NICOLA      | NICOLA                                |

### Puntata 6
La sesta puntata del serale è stata trasmessa il 5 marzo 2006 e ha visto la vittoria della squadra di Raffaele Tizzano con il 61% dei voti e l'uscita di Manola Moslehi.

Per questa puntata le singole sfide sono sottoposte a televoto: il colore indica quindi la vittoria dello sfidante di una squadra o dell'altra.
Legenda:

     Vantaggio/Vittoria dei Bianchi.

     Vantaggio/Vittoria squadra Blu.
| PROVA    | BIANCA                  | BIANCA                            | VANTAGGIO               | BLU                   | BLU                               |
| -------- | ----------------------- | --------------------------------- | ----------------------- | --------------------- | --------------------------------- |
| I        | Raffaele                | Passo a 2 "Suite per violoncello" | Raffaele                | Erion                 | Passo a 2 "Suite per violoncello" |
| II       | Eleonora                | Cose della vita                   | Eleonora                | Manola                | Cose della vita                   |
| III      | Andrea                  | Assolo "Sorry"                    | Rossella                | Rossella              | Assolo "Sorry"                    |
| IV       | Eleonora                | Left outside alone                | Rita                    | Rita                  | Left outside alone                |
| V        | Raffaele                | Passo a 2 "In these shoes"        | Raffaele                | Rossella              | Passo a 2 "In these shoes"        |
| VI       | Eleonora                | Ti sento                          | Rita                    | Rita                  | Ti sento                          |
| VII      | Ivan                    | Passo a 2 "Non me lo so spiegare" | Ivan                    | Erion                 | Passo a 2 "Non me lo so spiegare" |
| VIII     | Squadra Bianca          | Inno di Mameli                    | Squadra Bianca          | Squadra Blu           | Inno di Mameli                    |
| IX       | Squadra Bianca          | Saturday night forever            | Squadra Bianca          | Squadra Blu           | Bodyguard                         |
| X        | Andrea                  | Alba chiara                       | Andrea                  | Manola                | Alba chiara                       |
| XI       | Ivan                    | Assolo "Crazy"                    | N.D.                    | Rossella              | Assolo "Crazy"                    |
| VITTORIA | SQUADRA DI RAFFAELE 61% | SQUADRA DI RAFFAELE 61%           | SQUADRA DI RAFFAELE 61% | SQUADRA DI MANOLA 39% | SQUADRA DI MANOLA 39%             |

| ROSSELLA | Passo a 2 "Etienne"      |
| RITA     | It's raining man         |
| RAFFAELE | Assolo "Xverso"          |
| ELEONORA | Portati via              |
| IVAN     | Assolo "In the navy"     |
| ANDREA   | Radiofreccia             |
| ERION    | Variazione "La bajadere" |

### Puntata 7
La Settima puntata del serale è stata trasmessa il 12 marzo 2006 e ha visto la vittoria della squadra di Ivan D'Andrea con il 53% dei voti e l'uscita di Rosella Lucà.

Per questa puntata le singole sfide sono sottoposte a televoto: il colore indica quindi la vittoria dello sfidante di una squadra o dell'altra.

Legenda:

     Vantaggio/Vittoria dei Bianchi.

     Vantaggio/Vittoria dei Blu.
| PROVA    | BIANCA              | BIANCA                            | VANTAGGIO           | BLU                     | BLU                                  |
| -------- | ------------------- | --------------------------------- | ------------------- | ----------------------- | ------------------------------------ |
| I        | Raffaele            | Passo a 2 "Santa Maria"           | Raffaele            | Erion                   | Passo a 2 "Santa Maria"              |
| II       | Eleonora            | Quello che le donne non dicono    | Eleonora            | Rita                    | Quello che le donne non dicono       |
| III      | Ivan                | Passo a 2 "Obsession"             | Ivan                | Erion e Rossella        | Passo a 2 "Obsession"                |
| IV       | Andrea e Eleonora   | Don't let me be misunderstood     | Rita                | Rita                    | Don't let me be misunderstood        |
| V        | Ivan                | Stili a confronto                 | Ivan                | Rossella                | Stili a confronto                    |
| VI       | Eleonora            | Strong enough                     | Rita                | Rita                    | Strong enough                        |
| VII      | Raffaele            | Passo a 2 "Mambo number 5"        | Raffaele            | Rossella                | Passo a 2 "Mambo number 5"           |
| VIII     | Squadra Bianca      | Gli uomini preferiscono le bionde | Squadra Blu         | Squadra Blu             | Il matrimonio del mio migliore amico |
| IX       | Ivan                | Assolo "Wanna be"                 | Erion               | Erion                   | Assolo "Wanna be"                    |
| X        | Eleonora            | Resta in ascolto                  | Eleonora            | Rita                    | Resta in ascolto                     |
| XI       | Raffaele            | Assolo "Un tempo piccolo"         | N.D.                | Rossella                | Assolo "Un tempo piccolo"            |
| VITTORIA | SQUADRA DI IVAN 53% | SQUADRA DI IVAN 53%               | SQUADRA DI IVAN 53% | SQUADRA DI ROSSELLA 47% | SQUADRA DI ROSSELLA 47%              |

| RITA     | Senza confini                 |
| RAFFAELE | Passo a 2 "???"               |
| ELEONORA | M'ama o m'amerà               |
| IVAN     | Passo a 2 "September"         |
| ANDREA   | Monologo                      |
| ERION    | Variazione "Fiamme di Parigi" |

### Semifinale
La semifinale è stata trasmessa il 19 marzo 2006 e ha visto la vittoria di Raffaele Tizzano, il ripescaggio di Rita Comisi da parte della commissione e l'uscita di Erion Baze.
Per questa puntata le singole sfide sono sottoposte a televoto; il colore indica quindi la vittoria dello sfidante di una squadra o dell'altra.
| PROVA    | RAFFAELE RITA ERION   | RAFFAELE RITA ERION                        | VANTAGGIO | VANTAGGIO |                |                                            |
| -------- | --------------------- | ------------------------------------------ | --------- | --------- | -------------- | ------------------------------------------ |
| I        | Raffaele              | Look at me                                 |           |           | Erion          | Variazione Cigno Nero                      |
| II       | Eleonora              | Comparata CANTO Respect                    |           |           | Rita           | Comparata CANTO Respect                    |
| III      | Ivan                  | Comparata BALLO Roxanne                    |           |           | Erion          | Comparata BALLO Roxanne                    |
| IV       | Eleonora              | Comparata CANTO Un'avventura               |           |           | Rita           | Comparata CANTO Un'avventura               |
| V        | Ivan                  | Comparata BALLO Who wants to live forever  |           |           | Erion          | Comparata BALLO Who wants to live forever  |
| VI       | Eleonora              | Comparata CANTO Fa che non sia mai         |           |           | Rita           | Comparata CANTO Fa che non sia mai         |
| VII      | Raffaele              | Comparata BALLO True colors                |           |           | Erion          | Comparata BALLO True colors                |
| VIII     | Andrea e Eleonora     | Comparata CANTO C'è tutto un mondo intorno |           |           | Rita           | Comparata CANTO C'è tutto un mondo intorno |
| IX       | Raffaele              | Comparata BALLO The Diva dance             |           |           | Erion          | Comparata BALLO The Diva dance             |
| X        | Squadra Pinguini      | La bella e la bestia                       |           |           | Squadra Aquile | Scarface                                   |
| XI       | Squadra Pinguini      | Monologo                                   | N.D.      | N.D.      | Squadra Aquile | Un'emozione da poco                        |
| VITTORIA | RAFFAELE 47% RITA 36% | RAFFAELE 47% RITA 36%                      |           |           | ERION 17%      | ERION 17%                                  |

### Finale
La finale è stata trasmessa il 26 marzo 2006 ed ha visto vincitore di questa edizione Ivan D'Andrea.
Nel tabellone vengono indicate le singole sfide disputate nel corso della puntata finale. Laddove le singole sfide sono contrassegnate da un colore, si indica chi in quel momento è in vantaggio nel televoto. I colori rispecchiano le divise indossate da ogni singolo componente nella puntata finale.
Legenda:
      Vantaggio di Andrea

     Vantaggio di Ivan

     Vantaggio di Rita

      Vantaggio di Eleonora

     Vantaggio di Raffaele

#### Prima sfida
| PROVA    | IVAN                               | RAFFAELE                           | VANTAGGIO |
| -------- | ---------------------------------- | ---------------------------------- | --------- |
| I        | Comparata BALLO Il postino         | Comparata BALLO Il postino         | Raffaele  |
| II       | Comparata BALLO Moondance          | Comparata BALLO Moondance          | Raffaele  |
| III      | Comparata CANTO Bella signora      | Comparata CANTO Bella signora      | Ivan      |
| IV       | Comparata BALLO Pump it            | Comparata BALLO Pump it            | Ivan      |
| V        | Comparata BALLO In nome dell'amore | Comparata BALLO In nome dell'amore | N.D.      |
| VI       | Comparata CANTO Raccontami         | Comparata CANTO Raccontami         | N.D.      |
| VII      | Assolo jazz                        | Assolo Hip hop                     | N.D.      |
| QUINTO   | RAFFAELE 35%                       | RAFFAELE 35%                       |           |
| VITTORIA | IVAN 65%                           | IVAN 65%                           |           |

#### Seconda sfida
| PROVA    | IVAN                                 | ELEONORA                             | VANTAGGIO |
| -------- | ------------------------------------ | ------------------------------------ | --------- |
| I        | Comparata BALLO Jump                 | Comparata BALLO Jump                 | Ivan      |
| II       | Comparata CANTO Ancora Ancora Ancora | Comparata CANTO Ancora Ancora Ancora | N.D.      |
| III      | Comparata BALLO In the mood          | Comparata BALLO In the mood          | Ivan      |
| IV       | Comparata CANTO America              | Comparata CANTO America              | Ivan      |
| V        | Assolo dance                         | Sei nell'anima                       | N.D.      |
| VI       | Billy Elliot                         | Cabaret                              | N.D.      |
| QUARTA   | ELEONORA 48%                         | ELEONORA 48%                         |           |
| VITTORIA | IVAN 52%                             | IVAN 52%                             |           |

#### Terza sfida
| PROVA    | IVAN                                | RITA                                | VANTAGGIO |
| -------- | ----------------------------------- | ----------------------------------- | --------- |
| I        | Comparata CANTO I am what I am      | Comparata CANTO I am what I am      | Rita      |
| II       | Comparata BALLO Can i tiko tiko you | Comparata BALLO Can i tiko tiko you | Ivan      |
| III      | Comparata CANTO Vivimi              | Comparata CANTO Vivimi              | N.D.      |
| IV       | Comparata BALLO La isla bonita      | Comparata BALLO La isla bonita      | N.D.      |
| V        | Waiting for tomorrow                | Senza confini                       | N.D.      |
| TERZA    | RITA 49%                            | RITA 49%                            |           |
| VITTORIA | IVAN 51%                            | IVAN 51%                            |           |

#### Finalissima
| PROVA     | IVAN                                   | ANDREA                                 | VANTAGGIO |
| --------- | -------------------------------------- | -------------------------------------- | --------- |
| I         | Flash                                  | Blues Brothers                         | Ivan      |
| II        | Comparata CANTO Salirò                 | Comparata CANTO Salirò                 | Ivan      |
| III       | Il matrimonio del mio migliore amico   | Footloose                              | Ivan      |
| IV        | Comparata BALLO Every breathe you take | Comparata BALLO Every breathe you take | N.D.      |
| V         | Comparata CANTO Vision of love         | Comparata CANTO Vision of love         | N.D.      |
| SECONDO   | ANDREA 46%                             | ANDREA 46%                             |           |
| VINCITORE | IVAN 54%                               | IVAN 54%                               |           |

## Tabellone della classifica di gradimento
Nel tabellone sono indicate le posizioni dei singoli concorrenti nella classifica di gradimento settimanale.
Legenda:

N/A: Dato non disponibile
     Salvabile dalla classifica
     Ritirato
     Ultimo in classifica
     Eliminato/a 
|     | 29/01    | 05/02    | 12/02    | 19/02    | 26/02    | 05/03    | 12/03    | 19/03    | 26/03    |
| --- | -------- | -------- | -------- | -------- | -------- | -------- | -------- | -------- | -------- |
| 1°  | Nicola   | Raffaele | Raffaele | Raffaele | Raffaele | Raffaele | Eleonora | Raffaele | Raffaele |
| 2°  | Raffaele | Andrea   | Andrea   | Nicola   | Andrea   | Andrea   | Raffaele | Andrea   | Andrea   |
| 3°  | Michele  | Eleonora | Nicola   | Andrea   | Rossella | Rossella | Andrea   | Rita     | Rita     |
| 4°  | Rossella | Nicola   | Rossella | Rossella | Ivan     | Eleonora | Ivan     | Eleonora | Eleonora |
| 5°  | Luana    | Ivan     | Luana    | Ivan     | Nicola   | Ivan     | Rita     | Ivan     | Ivan     |
| 6°  | Ivan     | Robert   | Ivan     | Eleonora | Rita     | Rita     | Erion    | Erion    |          |
| 7°  | Rita     | Rita     | Eleonora | Manola   | Manola   | Manola   | Rossella |          |          |
| 8°  | Andrea   | Luana    | Manola   | Rita     | Eleonora | Erion    |          |          |          |
| 9°  | Eleonora | Rossella | Rita     | Erion    | Erion    |          |          |          |          |
| 10° | Giuseppe | Manola   | Roberto  |          |          |          |          |          |          |
| 11° | Manola   | Roberto  |          |          |          |          |          |          |          |
| 12° | Robert   |          |          |          |          |          |          |          |          |

## Commissione della Critica
Nell'ultima puntata è presente una commissione di giornalisti per assegnare tra i finalisti il premio della critica. La commissione è composta da:
| Ornella Petrucci    | Punto com           |
| Marida Caterini     | Il Tempo            |
| Paolo Scotti        | Il Giornale         |
| Valeria Braghieri   | Libero              |
| Antonella Nesi      | Adn kronos          |
| Patrizia Saladini   | Il Messaggero       |
| Isabella Angius     | Il Riformista       |
| Elisabetta Malvagna | ANSA                |
| Marco Mangiarotti   | Il Giorno-QN        |
| Luca Dondoni        | La Stampa           |
| Corrado Ruggeri     | Corriere della Sera |

## Ascolti
| Puntata    | Messa in onda    | Telespettatori | Share  |
| ---------- | ---------------- | -------------- | ------ |
| 1          | 29 gennaio 2006  | 5 191 000      | 22,68% |
| 2          | 5 febbraio 2006  | 4 988 000      | 21,20% |
| 3          | 12 febbraio 2006 | 4 779 000      | 22,14% |
| 4          | 19 febbraio 2006 | 4 821 000      | 22,18% |
| 5          | 26 febbraio 2006 | 5 461 000      | 26,54% |
| 6          | 5 marzo 2006     | 5 258 000      | 26,53% |
| 7          | 12 marzo 2006    | 5 229 000      | 24,93% |
| Semifinale | 19 marzo 2006    | 5 689 000      | 28,97% |
| Finale     | 26 marzo 2006    | 6 323 000      | 35,19% |
| Media      | Media            | 5 304 000      | 25,59% |